# チューリップ時代

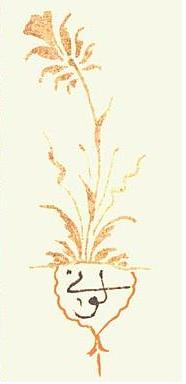
レヴニー作

チューリップ時代（チューリップじだい、ラーレ・デヴリ<オスマン語:  لاله دورى, トルコ語: Lâle Devri>）とは、18世紀前半のオスマン帝国の皇帝・アフメト3世の治世のうち、オスマン帝国が対外的な領土喪失と引き替えに和平を得た1718年から、アフメト3世が廃位される1730年までの期間を指す言葉。
「チューリップ時代」という名前は、この時期のオスマン帝国でチューリップの栽培・観賞が盛んになったことに由来しており、後世名付けられた名称である。元来オスマン帝国のあったアナトリア半島はチューリップの原産地の一つであったが、17世紀の西欧でのチューリップ栽培熱（チューリップ・バブルを参照）が、アフメト3世時代のオスマン帝国に「逆輸入」され、チューリップの栽培が流行したことからこのように呼ばれる。チューリップ栽培が流行した背景には、1718年のパッサロヴィッツ条約（オーストリアなどとの講和条約）によってもたらされた対外関係の安定と、それに伴う国内状況の好転が深く関係している。
首都であるイスタンブールを中心に華美な文化がもてはやされ、細密画家のレヴニーが活躍したのもこの時代である。また、イスタンブールに造営されたサーダバード離宮に見られるような、当時西欧で流行したロココ様式に影響を受けた西洋趣味もこの時代の大きな特徴である。これらは、表面的な単なる西洋趣味に終わったという評価がある一方で、大宰相ネヴシェヒルリ・イブラヒム・パシャの命を受けて行われたイルミセキズ・チェレビーのフランス訪問に見られるような、それまでのオスマン帝国にはあまり存在しなかった、西洋の制度を「優れた」ものと認めて採り入れるという態度が登場し始めた時代であるという評価もある。
1730年、イスタンブールで無頼の者となっていた元イェニチェリのパトロナ・ハリルを担いだ反乱（パトロナ・ハリルの乱）が起こると、ネヴシェヒルリ・イブラヒム・パシャは殺害され、サーダバード離宮は暴徒によって破壊された。乱によってアフメト3世は廃位・幽閉され、チューリップ時代は終焉を迎えた。